# سونيا مولانيس
سونيا مولانيس كوستا (بالإسبانية: Sonia Molanes Costa، ولدت في 28 مايو 1980، كانغاس دي موراثو، بونتيفيدرا، إسبانيا) رياضية إسبانية. تتنافس في رياضة كانو- كاياك (الكانوي)، تتخصص في سباق الكاياك (Kayak).
حصلت على ميداليتين ذهبيتين في بطولات العالم للكانو كاياك، وعلى ثلاث ميداليات ذهبية في بطولات أوروبا للكانو كاياك.

## إنجازاتها

### بطولة العالم للكانو كاياك (الكانوي)
- 2001 بوزنان  بولندا:  ميدالية ذهبية في سباق الكاياك «كي 2» لمسافة 200 متر.
- 2001 بوزنان  بولندا:  ميدالية برونزية في سباق الكاياك «كي 2» لمسافة 500 متر.
- 2001 بوزنان  بولندا:  ميدالية برونزية في سباق الكاياك «كي 2» لمسافة 1.000 متر.
- 2002 إشبيلية  إسبانيا:  ميدالية ذهبية في سباق الكاياك «كي 2» لمسافة 200 متر.
- 2002 إشبيلية  إسبانيا:  ميدالية فضية في سباق الكاياك «كي 4» لمسافة 200 متر.
- 2002 إشبيلية  إسبانيا:  ميدالية برونزية في سباق الكاياك «كي 2» لمسافة 500 متر.
- 2002 إشبيلية  إسبانيا:  ميدالية برونزية في سباق الكاياك «كي 4» لمسافة 500 متر.
- 2009 دارتموث  كندا:  ميدالية برونزية في سباق الكاياك «كي 4» لمسافة 500 متر.

### بطولة أوروبا للكانو كاياك (الكانوي)
- 2001 ميلانو  إيطاليا:  ميدالية ذهبية في سباق الكاياك «كي 2» لمسافة 200 متر.
- 2001 ميلانو  إيطاليا:  ميدالية فضية في سباق الكاياك «كي 2» لمسافة 500 متر.
- 2002 سزيغيت  المجر:  ميدالية ذهبية في سباق الكاياك «كي 2» لمسافة 200 متر.
- 2002 سزيغيت  المجر:  ميدالية ذهبية في سباق الكاياك «كي 4» لمسافة 200 متر.
- 2002 سزيغيت  المجر:  ميدالية فضية في سباق الكاياك «كي 4» لمسافة 500 متر.
- 2002 سزيغيت  المجر:  ميدالية برونزية في سباق الكاياك «كي 2» لمسافة 500 متر.
- 2008 ميلانو  إيطاليا:  ميدالية برونزية في سباق الكاياك «كي 4» لمسافة 500 متر.
- 2010 كورفيرا دي أستورياس  إسبانيا:  ميدالية برونزية في سباق الكاياك «كي 4» لمسافة 500 متر.

## روابط خارجية
- سونيا مولانيس على موقع أوليمبيديا (الإنجليزية)